# Begrannte Berberitze
Die Begrannte Berberitze (Berberis aristata) ist eine Pflanzenart aus der Familie der Berberitzengewächse (Berberidaceae). Sie ist in Nord-Indien, Pakistan, Nepal und Bhutan beheimatet.

## Beschreibung

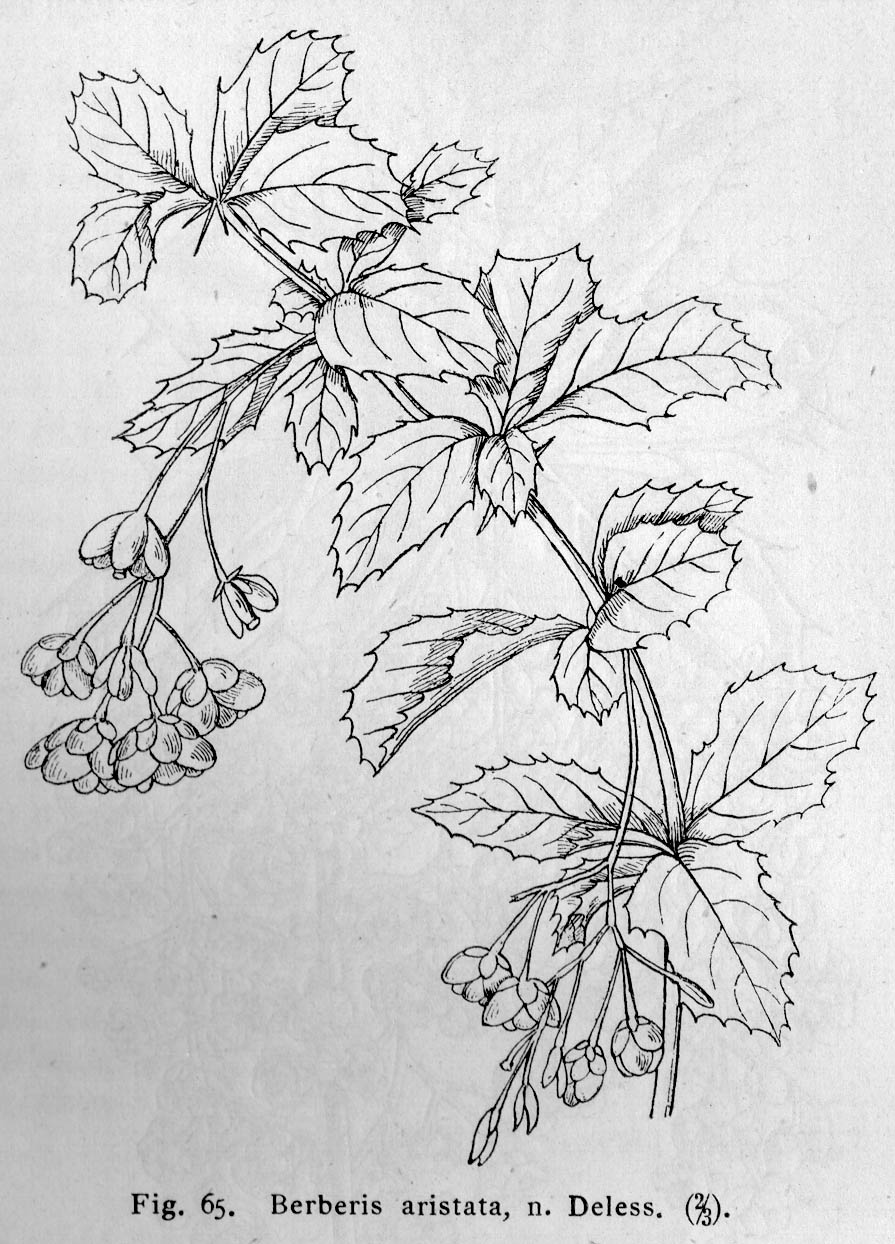
Illustration der Begrannten Berberitze (Berberis aristata)

Die Begrannte Berberitze ist ein laubabwerfender Strauch, der Wuchshöhen von bis über 3 Metern erreicht. Die kahlen und runden Zweige des Strauchs sind übergebogen, und zuerst gelblich oder rotbraun, später grau gefärbt. Die steifen Dornen sind ein- bis dreiteilig und bis über 2 Zentimeter lang. 
Die leicht ledrigen, kahlen, fast sitzenden Laubblätter sind verkehrt-eiförmig bis elliptisch, stumpf oder spitz und stachelspitzig, am ganzen Rand mit 2 bis 10 Stacheln versehen. Die Blätter sind bis 6 Zentimeter lang, beiderseits deutlich netznervig, oberseits stumpfgrünen, unterseits hellgrünen. Im Herbst sind sie feuerrot gefärbt.
Die lebhaft gelben, zwittrigen Blüten erscheinen im Mai zu 10 bis 20 in kurzen, abstehenden Trauben. Die ellipsoiden, bis 7 Millimeter langen Beeren mit Griffelresten sind schwarz-purpur und bläulich „bereift“.
Die Chromosomenzahl beträgt 2n = 28.

## Verwendung
Die Früchte sind essbar.
Diese Art und ihre Sorten werden als Zierstrauch in Gärten und Parks verwendet.

## Systematik
Ein Synonym für die Art ist Berberis chitria Ker Gawl.
Mit der Gewöhnlichen Berberitze (Berberis vulgaris) bildet die Begrannte Berberitze die Hybride Berberis ×macracantha Schrad.